# 馬提尼翁協議 (1936年)
馬提尼翁協議（法語：Accords de Matignon），是1936年6月7日，法國生產總聯盟（CGPF）、法國的雇主組織、法國總工會（CGT）與法國政府間簽訂的協定；又譯《馬提翁協議》、《馬提農協議》、《马蒂尼翁协议》等。 1936年5月發生一連串大罷工，左翼的人民阵线趁勢贏得选举，成立布魯姆（SFIO）为首的內閣政府。布魯姆政府在此期間簽訂了《馬提尼翁協議》。該協議，被称为「法国劳工的大宪章」。因在法國總理官邸馬提尼翁府签署，故得名。

## 5月至6月的总罢工與協議

### 背景
5月26日，勒阿弗尔发起总罢工，占领工厂，以防止停工。罷工迅速蔓延整个法国。 一百多万工人參與罢工。人民阵线选举获胜后，運動開始活用其占據的有力位置。6月6日，总工会代表伯努瓦·弗拉商、副國務秘書马克思·多尔穆瓦、勞動部長让-巴蒂斯特·勒巴等人參與談判。由于工人运动的压力，資方很快接受了工会要求的条款。内政部长羅傑·薩朗格羅公开宣布谈判取得成功。

### 協議內容
即使沒有參與罷工的工人也受益於下列协议帶來的好處：
- 合法罷工權
- 消除对工会组织的障碍，包含以无记名投票方式选出代表的权利。未经劳动监察部门批准，雇主不得解雇代表。
- 所有工人工资全面增长7-12%。

### 後續
此外，布鲁姆政府在6月5日通過由劳動部长准备的5个法律项目。这些法律授予：
- 带薪休假（兩週──法國首次）(1936年6月20日由国民议会投票通过)
- 一周工作40小时，最多48小時(1936年6月21日通过)。
- 集体协商權(1936年6月24日大会通过)
- 废除1935年关于公务员工资和第一次世界大战退伍军人养老金税的法令。

6月11日，法国共产党（PCF）国务秘书莫里斯·多列士说：「在达到主要目标的时候，必须知道如何结束罢工。」 該聲明發表在法國共產黨機關報《人道報》。聲明提到马索·皮韦尔的名言：「并非一切皆有可能，但口号仍是：『一切为了人民阵线！人民阵线為了一切！』」
6月13日和15日，雷诺汽車的工厂和钢铁工廠恢复工作。